# Kasteel van La Flachère
Het Kasteel van La Flachère (Frans: Château de la Flachère) is een kasteel in de Franse gemeente Saint-Vérand. Het kasteel is een beschermd historisch monument sinds 1981.